# Бонково (Великопольське воєводство)
Бонково (пол. Bąkowo, нім. Königsdorf) — село в Польщі, у гміні Вижиськ Пільського повіту Великопольського воєводства.
Населення — 376 осіб (2011).
У 1975-1998 роках село належало до Пільського воєводства.

## Демографія
Демографічна структура станом на 31 березня 2011 року:
|          | Загалом | Допрацездатний вік | Працездатний вік | Постпрацездатний вік |
| -------- | ------- | ------------------ | ---------------- | -------------------- |
| Чоловіки | 191     | 53                 | 128              | 10                   |
| Жінки    | 185     | 40                 | 106              | 39                   |
| Разом    | 376     | 93                 | 234              | 49                   |